# Renașterea în Polonia

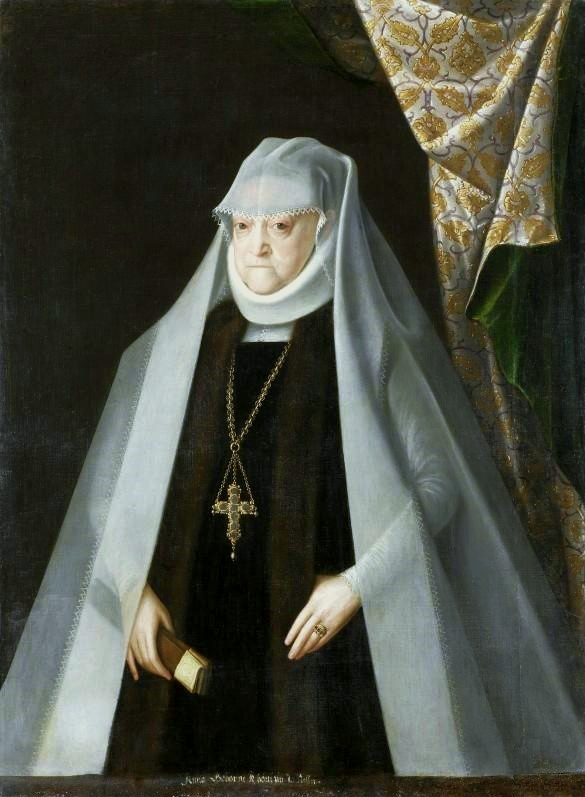
Martin Kober, portretul reginei Anna Jagiello, 1595

Renașterea în Polonia (în poloneză Renesans, Odrodzenie) a fost un curent de înnoire socială și culturală care a apărut în secolul al XV-lea și a durat până în secolul al XVI-lea, fiind considerată, în general, epoca de aur a culturii poloneze. Având loc în perioada Regatului Jagiellonilor, (din 1569 cunoscut ca Uniunea statală polono-lituaniană), Renașterea poloneză a  participat activ la vasta mișcare a Renașterii în Europa.
Statul polonez multinațional a cunoscut o perioadă de dezvoltare culturală substanțială, în parte datorită unui secol fără războaie majore - în afară de conflictele din zonele de graniță slab populate din est și din sud. Reforma Protestantă s-a răspândit pașnic în toată țara (care a dus la apariția Frăției poloneze), în timp ce condițiile de trai s-au îmbunătățit, orașele au crescut, iar exporturile de produse agricole au îmbogățit populația, în special nobilimea (Szlachta), care a câștigat poziția dominantă în noul sistem politic al Libertății de aur.

## Privire de ansamblu

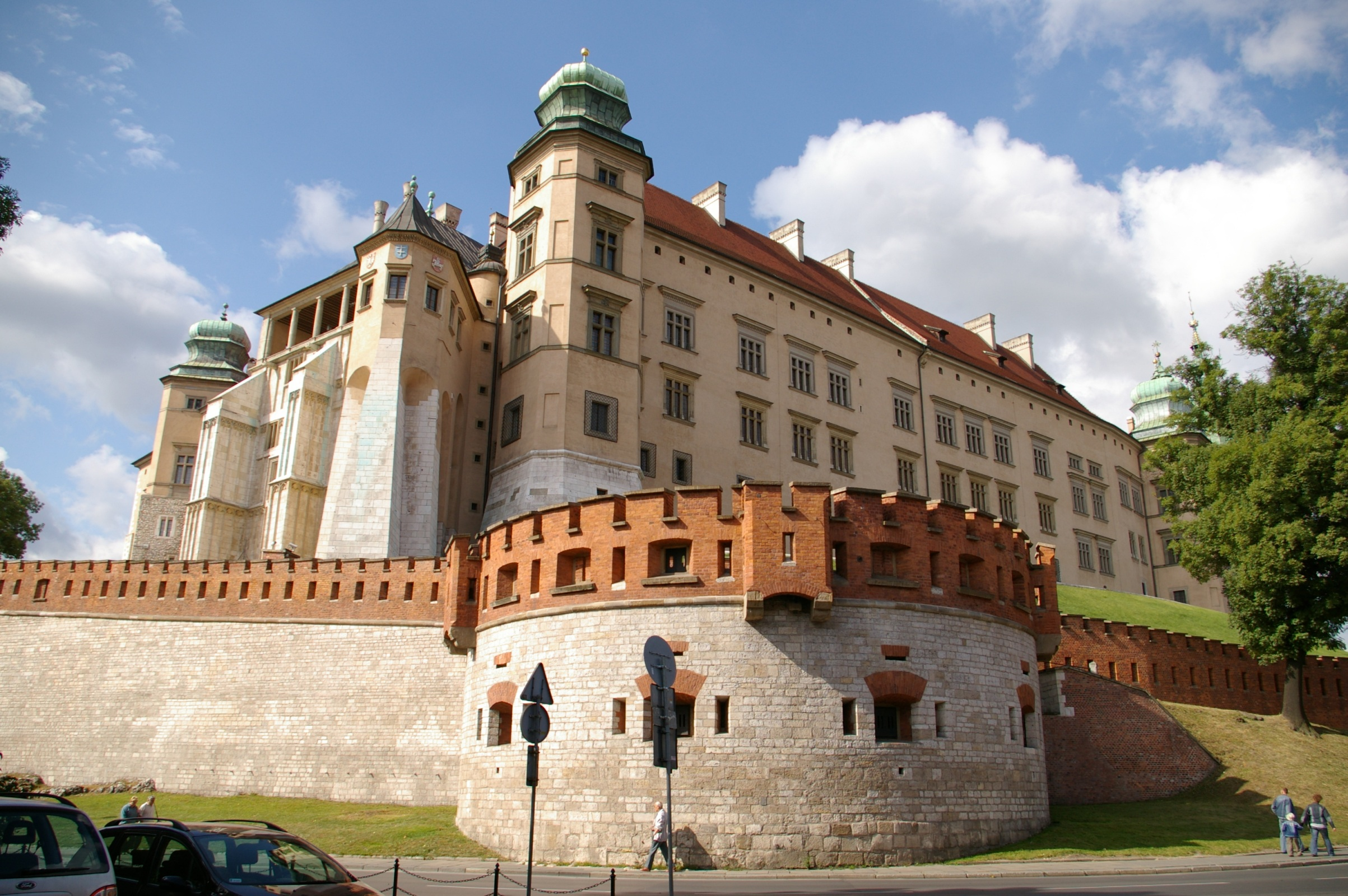
Castelul Wawel, Cracovia

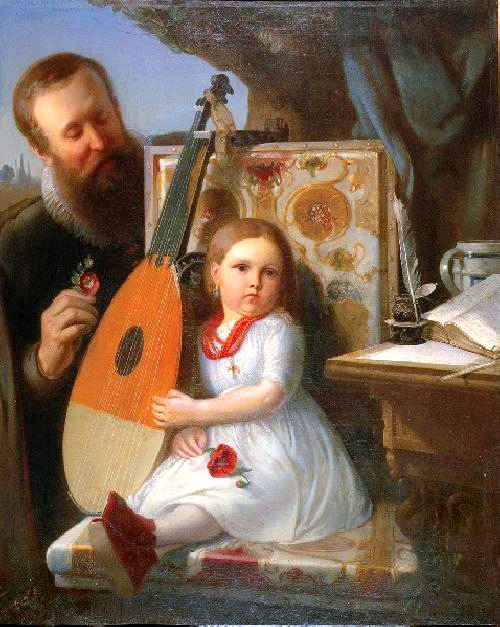
Jan Kochanowski, poet și prozator renascentist cu fiica Ursula

Mișcarea renascentistă, a cărei influență își are originea în Italia, s-a răspândit în întreaga Polonia în secolele XV-XVI. Mulți artiști italieni au ajuns în Polonia fiind bine primiți de casa regală polonă, incluzându-i aici pe Francesco Fiorentino, Bartholommeo Berecci, Santi Gucci, Mateo Gucci, Bernardo Morando, Giovanni Battista di Quadro, dar și pe alții, gânditori și educatori, cum ar fi Filip Callimachus, comercianți, cum ar fi familia Boner și familia Montelupi, și alte personalități proeminente care au imigrat în Polonia încă din secolul al XV-lea în căutare de noi oportunități. Cei mai mulți dintre ei s-au stabilit în Cracovia, capitala Poloniei până în 1611.
Valori renascentiste ca demnitatea omului și puterea rațiunii au fost apreciate în Polonia. Multe lucrări au fost traduse în poloneză și latină din limbile clasice: latina, greacă și ebraică, dar și din limbi contemporane ca italiana. Academia din Cracovia, una dintre cele mai vechi universități din lume, traversează epoca ei de aur între 1500 și 1535 cu 3215 de studenți absolvenți în prima decadă a secolului al XVI-lea - un record nedepășit până la sfârșitul secolului al XVIII-lea. Perioada Renașterii poloneze susținea preocupările intelectuale, generând artiști și oameni de știință deosebiți. Printre aceștia se află Nicolaus Copernic, care în lucrarea sa, De revolutionibus orbium coelestium, prezintă teoria heliocentrică; Maciej Miechowita, autor al Tractatus de duabus Sarmatis... - cea mai precisă informare geografică și etnografică a Europei de Est; Bernard Wapowski, cartograf ale cărui hărți asupra regiunii apar în Geografia lui Ptolemeu; Marcin Kromer  descrie atât geografia cât și istoria Poloniei în De origine et rebus gestis Polonorum libri...; Andrzej Frycz Modrzewski, filosof preocupat de guvernare; Mikolaj Rej a popularizat limba poloneză în poezie și Jan Kochanowski, ale cărui poeme în limba poloneză l-au ridicat la rangul de cel mai proeminent poet slav.

#### Artiști renascentiști polonezi notabili

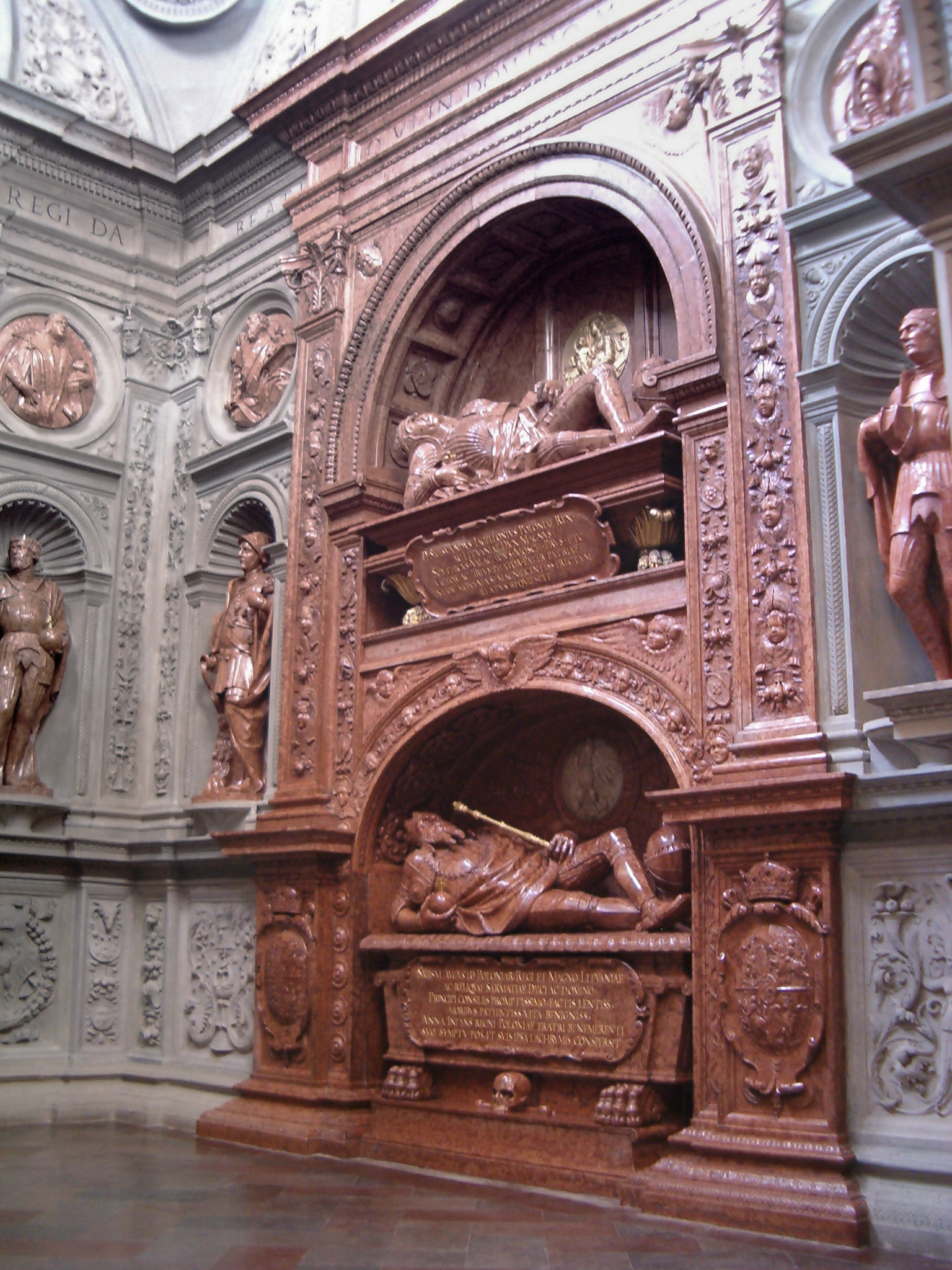
Mormântul ultimilor Jageloni în Capela Sigismund, considerat ca "...cel mai frumos exemplu al renascentismului toscan la nord de Alpi"

Printre cei mai proeminenți scriitori renascentiști polonezi și artiști, ale căror realizări au devenit o parte proeminentă a culturii poloneze se află:
- Mikołaj Rej, poet
- Jan Kochanowski, poet
- Szymon Szymonowic, poet
- Mikołaj Sęp Szarzyński, poet
- Łukasz Górnicki, scriitor
- Andrzej Krzycki, poet
- Johannes Dantiscus, poet
- Wacław z Szamotuł, compozitor
- Mikołaj Gomółka, compozitor și cântăreț
- Jan Michałowicz, sculptor
- Stanisław Samostrzelnik, pictor
- și Marcin Kober, pictor.

Printre artiștii străini care s-au stabilit în Polonia și au obținut recunoaștere pentru operele lor s-au remarcat:
- Hans Dürer,
- Hans von Kulmbach,
- Mateo Gucci,
- Santi Gucci,
- Bartholommeo Berecci,
- Bernardo Morando,
- Giovanni Battista di Quadro și alții.

## Arhitectura. Tendințe și perioade

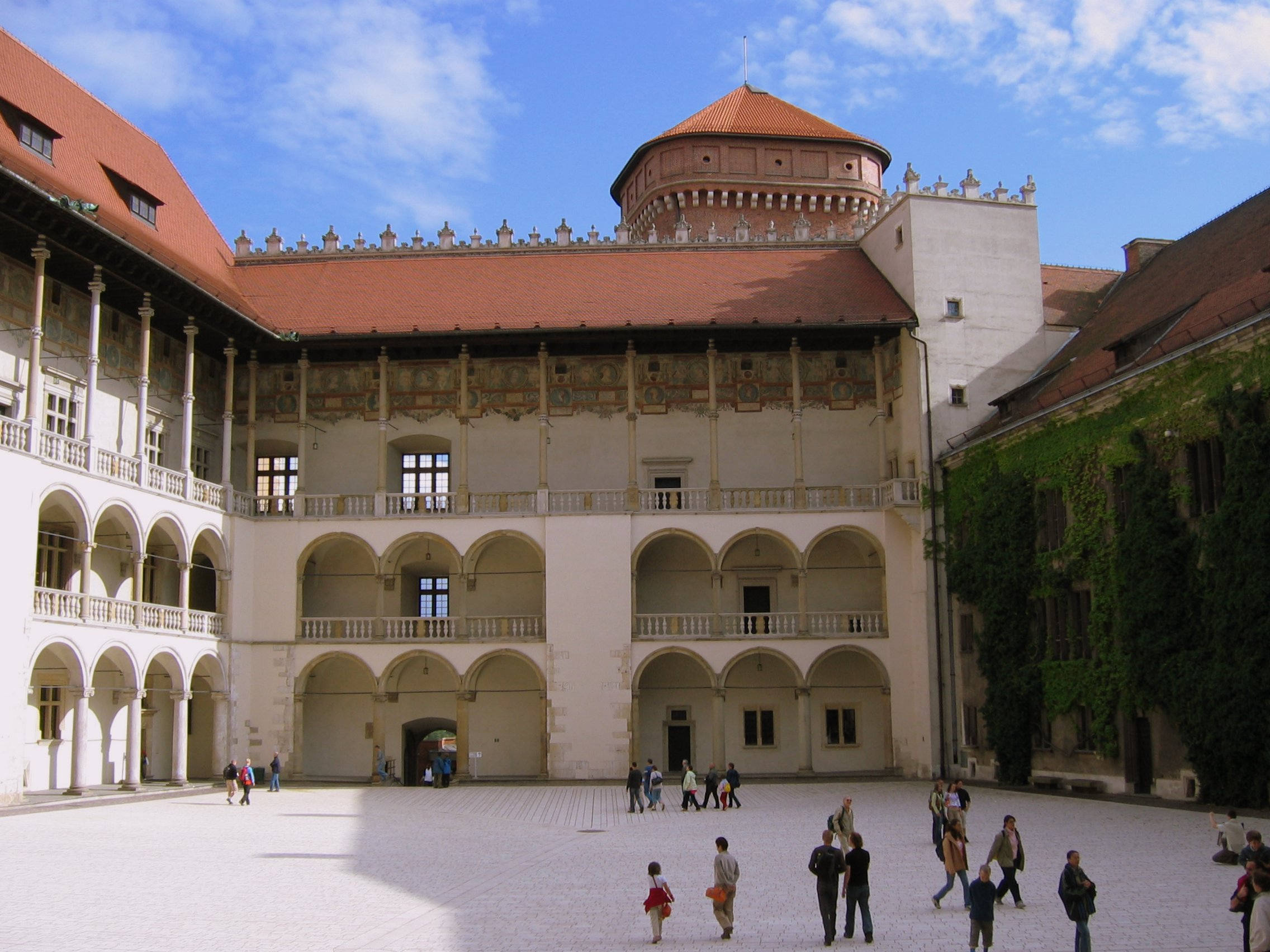
Curte în Castelul Wavel, exemplificând prima perioadă a Renașterii poloneze

Arhitectura renascentistă poloneză este împărțită în trei perioade principale: 
Wilfried Koch, Style w architekturze, Warsaw 1996

- Prima perioadă între anii (1500-1550) este adesea numită "italiană", deoarece cele mai multe dintre clădirile renascentiste în această perioadă au fost construite de către arhitecții italieni invitați de către nobilimea poloneză, în principal din Florența.
- În a doua perioadă, între (1550-1600), stilul Renașterii a devenit comun și includea influențe olandeze renascentiste precum și începuturile curentului manierist.
- În a treia perioadă, între anii (1600-1650), manierismul a devenit popular, primele exemple notabile fiind barocul (vezi Barocul în Polonia).

Prima perioadă

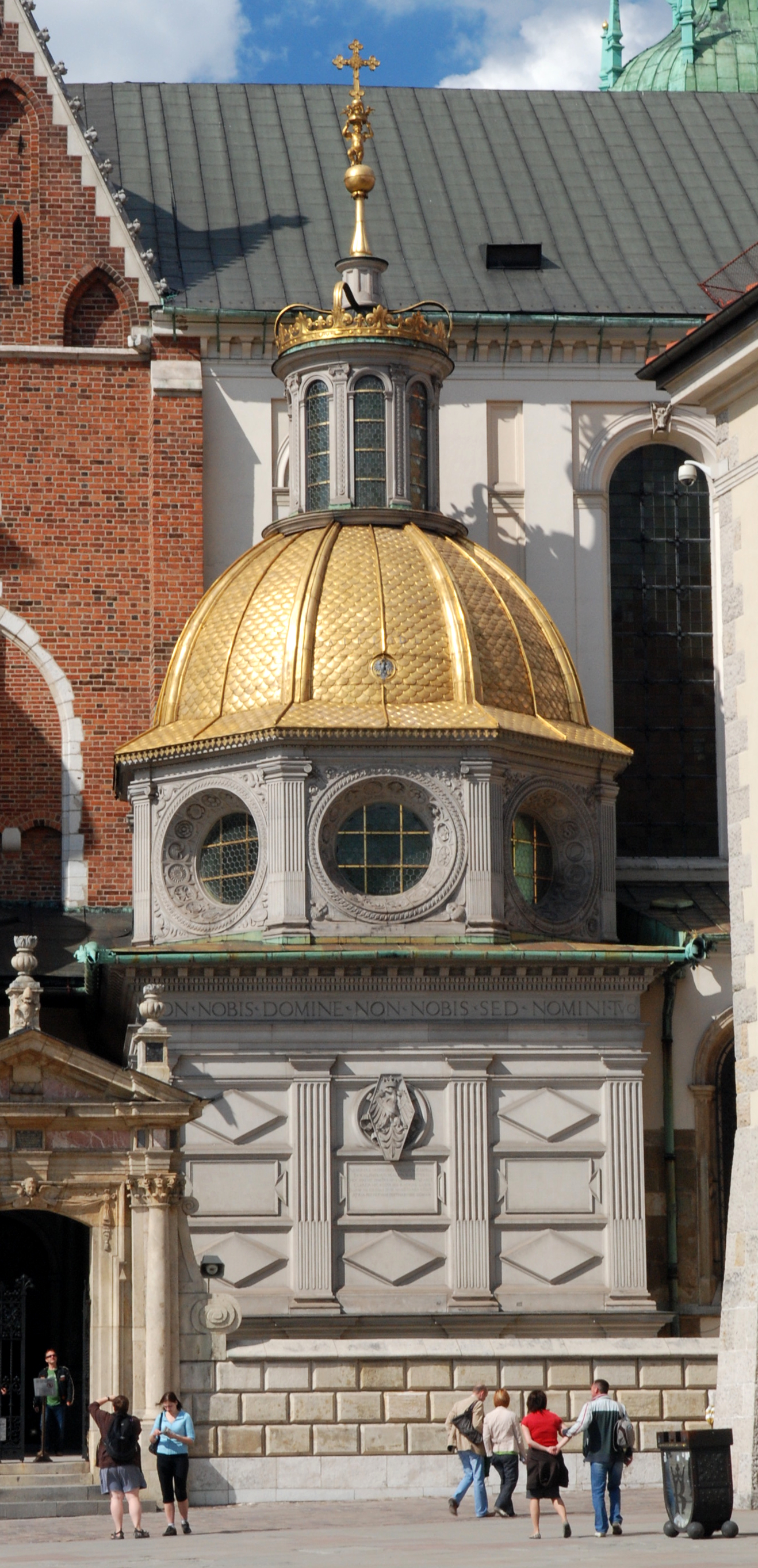
Capela lui Sigismund, (1519-1533).

În anul 1499 Castelul Wawel a fost parțial mistuită de foc. Regele Alexander Jagiellon în 1504 l-a numit pe Eberhard Rosemberger ca arhitect principal pentru renovare. Mai târziu, el a fost înlocuit cu Francesco Florentino de origine italiană și, după moartea sa, de Bartolomeo Berrecci și de Benedykt de Sandomierz. Ca rezultat al muncii lor Castelul Regal a fost transformat într-o reședință renascentistă în stil florentin. În aceeași perioadă, alte castele și reședințe au fost construite sau reconstruite în stil nou, inclusiv Drzewica (construită in 1527-1535), Szydłowiec (reconstruit în 1509-1532), Ogrodzieniec (reconstruit în 1532-1547) și, mai ales, Pieskowa Skala, reconstruit în 1542-1580.
In prima perioadă a Renasterii poloneze, bisericile au fost încă construit cea mai mare parte în stil gotic. În această perioadă, doar capelele noi în jurul vechii biserici au fost, uneori, construite în stil nou. Cea mai importantă dintre ele, Capela lui Sigismund în Catedrala Wawel, a fost construită în perioada 1519-1533, de către Bartolomeo Berecci.
A doua perioadă

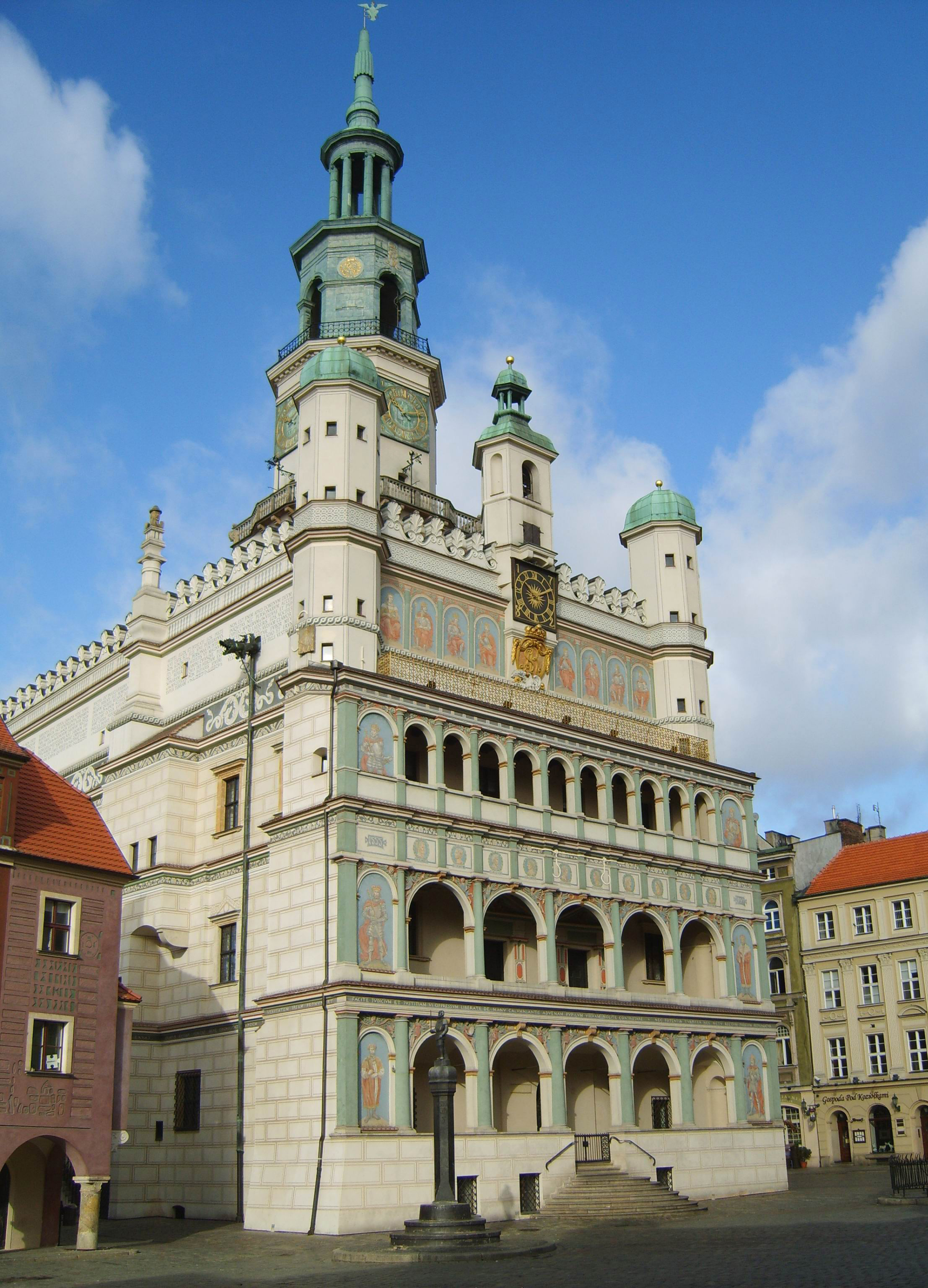
Primăria din Poznań reconstruit din stilul gotic de Giovanni Battista di Quadro (1550–1555)

Stilul Renașterii a devenit mai frecvent în Polonia în a doua perioadă a sa. În partea de nord a țării, în special în Pomerania și în Gdańsk, a lucrat un grup mare de artiști de origine olandeză. Stilul renascentist în alte părți ale Poloniei a variat în funcție de condițiile locale, producând diferite substiluri în fiecare regiune. De asemenea,erau deja prezente unele elemente ale noului stil manierist. Arhitectura din această perioadă este împărțită în trei substiluri regionale: * "Stilul italian" - mai ales în partea de sud a Poloniei, cel mai faimos artist acolo fiind Santi Gucci.
- "Stilul olandez" - întâlnit cel mai mult în Pomerania, și,
- "Stilul Kalisz-Lublin" sau "Renașterea Lublin", în centrul Poloniei - cu cele mai multe exemple notabile construite în Lublin și Kazimierz Dolny.

Peste tot în Polonia au fost construite noi castele, purtând noua forma de patrulater anexând o curte și cu patru turnuri la colțuri. Exemple proeminente includ: castelul de la Płakowice (secolul al XVI-lea), castelul de la Brzeg, (reconstruită dintr-o fortăreață gotică în 1544-1560), castelul de la Niepołomice (reconstruit după un incendiu în 1550-1571), castelul de la Baranów Sandomierski (construit în 1591-1606 de Santi Gucci), și castelul de la Krasiczyn.
Multe orașe au ridicat clădiri noi, în stil renascentist. S-a construit noua Sukiennice (Hala de postav) în Cracovia. Primării au fost construite sau reconstruite în: Tarnów, Sandomierz, Chełm (demolată) și în Poznań. De asemenea, orașe întregi au fost adesea reproiectate. Exemple de stil renascentist urban a supraviețuit în timpurile moderne în Szydłowiec și Zamość.
Exemple ale stilului renascentist pomeranian care s-a dezvoltat sub influența Europei de Nord, mai degrabă decât în Italia au fost: Poarta Verde în Gdańsk (construit în 1564-1568 de către Hans Kramer), Poarta Upland în Gdańsk (de Willem van den Blocke terminat în 1588), Marele Arsenal în Gdańsk (construit în 1602-1606 de către Anton van Obberghen), și Primăria Veche din Gdańsk (construită în 1587-1595, probabil, de Anton van Obberghen).
Laicizare caracteristică a vieții în timpul Renașterii și Reformei a dus numai la dezvoltarea minoră în arhitectura sacrală. În principal, în stilul Renașterii au fost construite capelele, dar unele biserici au fost reconstruite, de asemenea, inclusiv: Catedrala din Płock (refăcută după incendiu de arhitecții Zanobi de Gianotis, Cini, Filippo di Fiesole și mai târziu, din nou, de către Giovanni Battista di Quadro), și, Collegiate în Pułtusk (reconstruită de Ioan Batista de la Veneția). 
Doar câteva biserici noi au fost fondate, cum ar fi Biserica Collegiate Sf. Toma din Zamość.

#### A treia perioadă

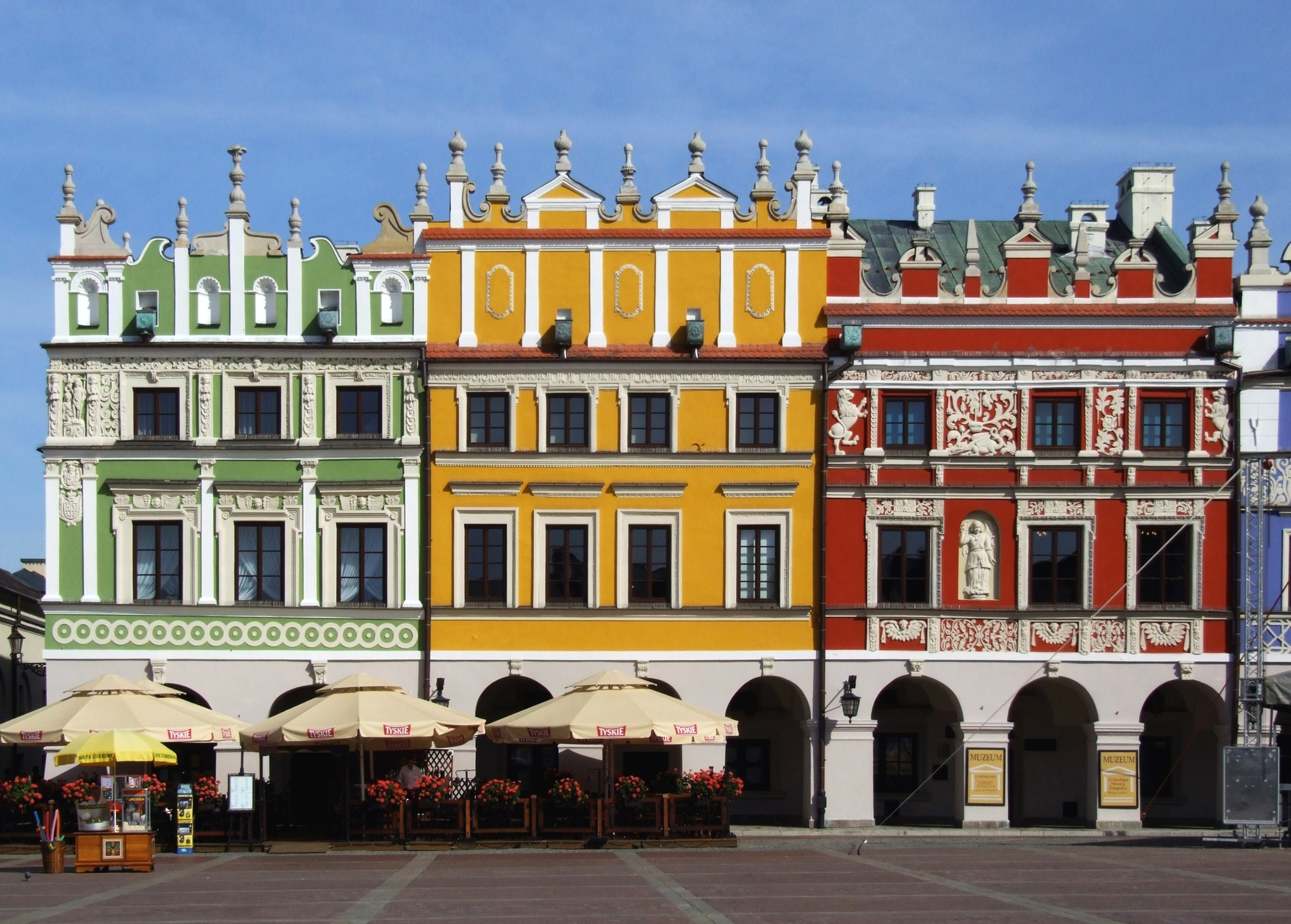
Case în stil renascentist în Zamość

Un incendiu la Wawel și mutarea capitalei la Varșovia în 1596 a oprit dezvoltarea Renașterii în Cracovia, precum și în Gdańsk. De asemenea, creșterea puterii iezuiților și Contrareforma a dat un impuls dezvoltării arhitecturii în stil manierist și unui nou stil, - barocul (vezi și Barocul în Polonia). Cel mai important exemplu al ascensiunii arhitecturii manieriste în Polonia este un complex de case în Kazimierz Dolny și în Zamość.

## Pictură
În Polonia, mulți artiști imigranți, cum ar fi Lucas Cranach, Hans Dürer și Hans von Kulmbach, au reprezentat în Polonia pictura renascentistă, aplicată de artiști polonezi, cum ar fi Marcin Kober (pictorul regelui Ștefan Báthory).

## Muzică
Centrul culturii muzicale a fost reședința regală din Cracovia, unde curtea regală a primit numeroși interpreți străini și locali. Cele mai semnificative lucrări ale Renașterii din Polonia includ compoziții scrise, de regulă, pentru lăută și orgă. Acestea includ atât compoziții vocale, cât și compoziții instrumentale, de la dans, prin muzică polifonică, până la oratori și misă religioasă. În 1540, Jan Lublinski a lansat tablatura în care a strâns cele mai renumite opere europene pentru organe. Mikolaj Gamutka a fost autorul acompaniamentului muzical al poemelor de Kochanowski (Melodii pentru Psalterul Polonez). Cel mai faimos compozitor polonez, Vaclav de Shamotul, este recunoscut ca fiind unul dintre cei mai proeminenți compozitori renascentist.

## Tipografie
Prima tipografie a fost creată în Cracovia în 1473 de către imprimanta germană de carte Casper Straub din Bavaria. Între 1561 și 1600, șaptesprezece tipografii din Polonia au publicat peste 120 de titluri pe an, cu o circulație medie de 500 de exemplare. Prima translatare completă a Bibliei în limba poloneză a fost făcută în 1561 de Jan Leopoloto (Biblia Leopolitans). La aproximativ același timp, a fost publicat primul dicționar polonez de ortografie (Stanislav Mužinovski, 1551). Gramatica și dicționarele gramaticale sunt de asemenea comune. Renașterea poloneză a fost bilingvă: discursul nobilimii a fost un amestec de poloneză și latină, iar diferiți autori au fluctuat între poloneză, latină și amestecul lor (Macaronism).

## Literatură
Subiectele religioase au încetat să domine literatura. Ele sunt încă prezente, după cum reiese din numeroasele traduceri biblice, dintre care cele mai faimoase este Biblia Vueca, publicată în 1599. Lucrările Renașterii poloneze reflectă valorile materiale și spirituale ale nobilimii (sarmatismul).